# Mambo
Mambo bezeichnet eine Musikart, die sich nach 1930 in Kuba entwickelt hat, und den dazugehörigen Tanz, der parallel zur Musik entstand.
Den Begriff Mambo verwendete erstmals 1938 Orestes López (Israel „Cachao“ López’ Bruder) als Titel eines Stückes. Ursprünglich bezeichnete das vermutlich kreolische Wort ein „religiöses Gespräch“ (insbesondere ein Gebet) oder eine heilige Handlung. Es stammt aus dem afrikanisch geprägten Kuba.

## Geschichte
Der Mambo ist das Ergebnis der Mischung von Son und Danzón. Obwohl das oben genannte Stück den Titel Mambo trug, war es nur ein Danzón, der um einen Refrain ergänzt worden war. Den ersten echten Mambo schuf Dámaso Pérez Prado. Er benutzte den Montuno und entfernte daraus Elemente des Ritmo-Nuevo. Dadurch konnte sich der neu definierte Mambo freier entfalten und individueller interpretiert werden. Doch dieser Stil blieb nicht lange bestehen. Durch die Übersiedlung vieler Süd- und Mittelamerikaner in die USA, speziell nach New York City, während des Zweiten Weltkrieges kam es sehr schnell zu einer leichten Vermischung aus kubanischen Rhythmen und dem Jazz. Folglich beeinflusste der Jazz nun auch den Mambo und verlieh ihm seine besondere, bis heute erhaltene Note. Als wichtigste Gemeinsamkeit dürfen die Synkopierung der Musik sowie die Betonung der Schläge zwei und vier eines Taktes angesehen werden.
Mitte der 1950er Jahre erreichte der neue New Yorker Mambo auch Europa, wo er sich sehr schnell einer großen, jedoch kurzlebigen Beliebtheit erfreute. Den Durchbruch hat er dem Titel „Qué rico el Mambo“ von Pérez Prado zu verdanken, welcher die Charts im Sturm eroberte. Dieser Erfolg war jedoch nicht von Dauer. Da Musik und Tanz rhythmisch sehr kompliziert sind, verdrängten die einfacheren Musikstile und Tänze Cha-Cha-Cha und Rumba den Mambo schnell, und er geriet bald wieder in Vergessenheit.

## Organisation
Der Mambo gehört nicht zum Welttanzprogramm, weshalb er nicht zum normalen Kursangebot einer Tanzschule gehört. Tatsächlich wird der echte Mambo kaum noch gelehrt, stattdessen wird die Bekanntheit des Namens oftmals ausgenutzt, um allgemeinere Salsa-Tanzkurse zu vermarkten. Wer ihn trotzdem in einem Tanzkurs lernen will, sollte sich deshalb vorher informieren, ob es sich tatsächlich um den echten Mambo oder nicht vielmehr um andere, aus dem Mambo hervorgegangene Salsastile handelt, wie z. B. Salsa im Palladium-Style.

## Mambo in Film und TV
- Gesellschaftsfähig und bekannt wurde der Mambo durch Auftritte Pérez Prados in mexikanischen „Rumbera“-Filmen mit Stars wie María Antonietta Pons oder Ninon Sevilla.
- Captain Picard aus der Serie Raumschiff Enterprise: Das nächste Jahrhundert ist begeisterter Mambo-Tänzer.
- 1992 erschien der Film The Mambo Kings.
- Der Film aus dem Jahre 1998 „Mean Guns“ mit Darsteller Ice T ist auch mit Mambo hinterlegt.
- Im Film „Dirty Dancing“ wird als Gewinnertanz in einem Tanzwettbewerb „Johnny’s Mambo“ gespielt und dazu eindrucksvoll von Patrick Swayze und seiner Tanzpartnerin getanzt.